# Travel Bug
Un Travel Bug o bicho viajero es una chapa unida a un objeto que es transportada de cache en cache siguiendo una misión concreta determinada por su propietario. Los Travel Bugs forman parte de un juego o actividad denominada Geocaching, donde algunas personas esconden contenedores de diferentes tamaños, denominados "caches" o "geocaches", para que otros usuarios los encuentren gracias a la tecnología GPS.
Cada chapa contiene un código personal serigrafiado que la identifica. Consultando la página web oficial de Geocaching o mediante alguna de las aplicaciones móviles que existen, como Geocaching o c:geo, podemos acceder a la página web personal del Travel Bug y saber el nombre de su propietario, en que lugar y fecha fue liberado, dónde fue la última vez que fue visto y cuál es su objetivo.
Una vez el Travel Bug está en nuestro poder, debemos registrarlo. En ese momento deja de aparecer como parte del inventario en el que estaba depositado y pasa a formar parte de nuestro inventario, hasta que los depositemos en un nuevo emplazamiento. 

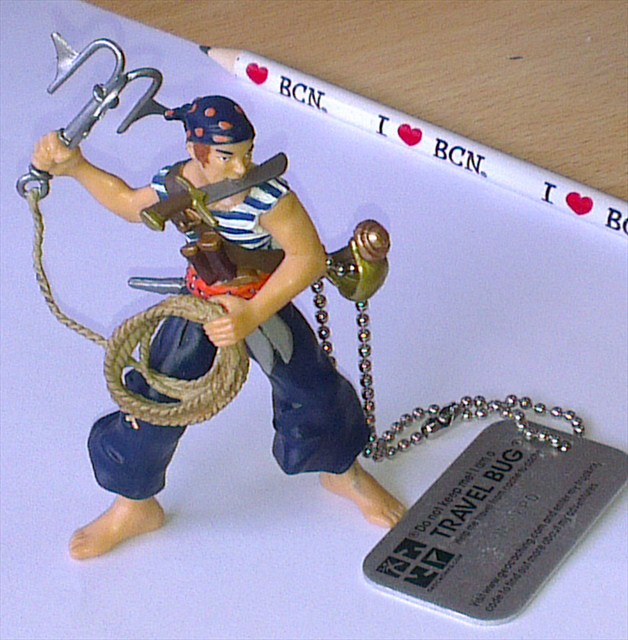
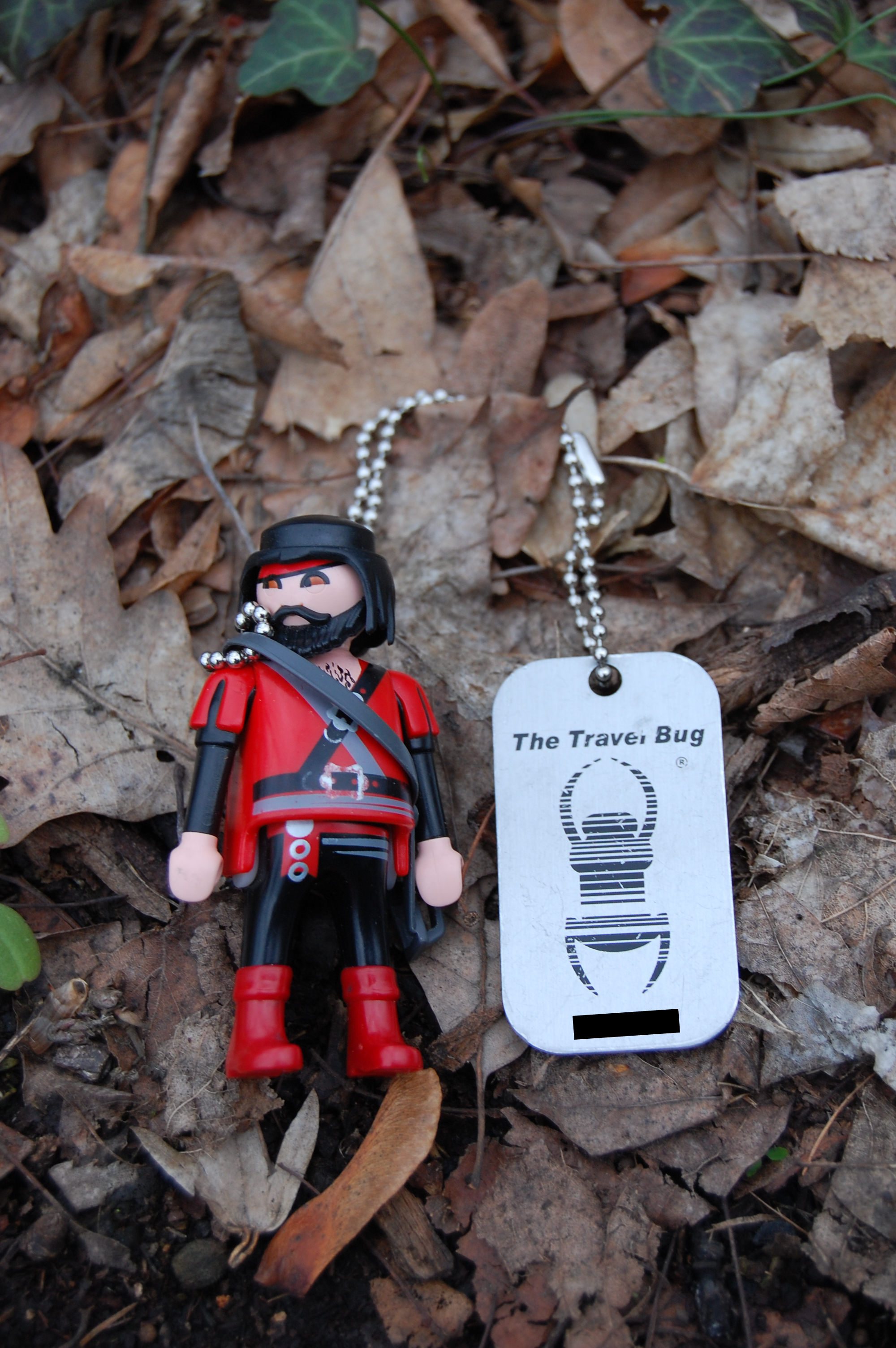
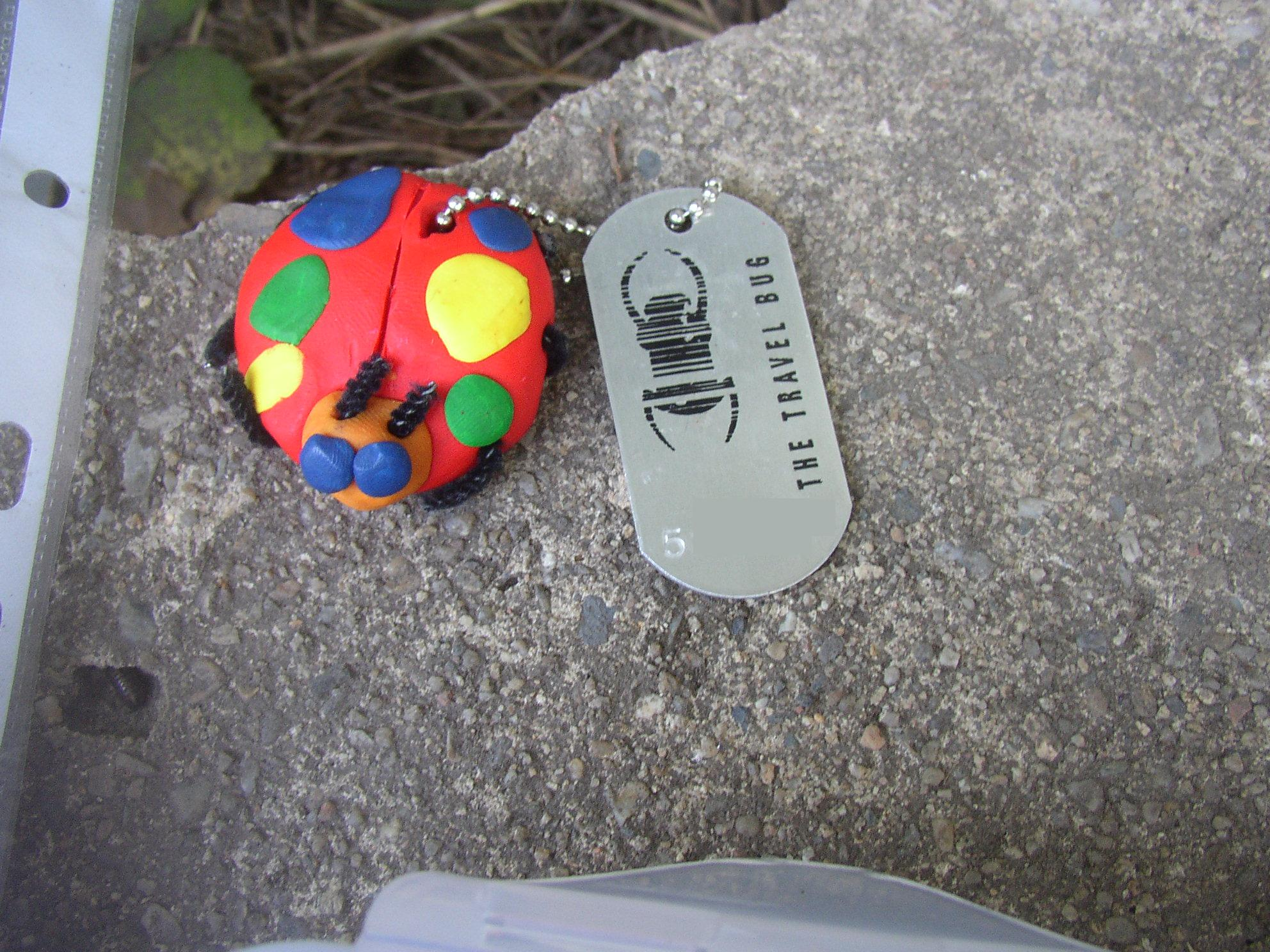

## Objetivos de los Travel Bugs
Un objetivo frecuente de muchos "bichos viajeros" es visitar el máximo número posible de geocaches, pero podemos encontrar infinidad de objetivos distintos, como viajar de Norfolk a Orlando y regresar de nuevo a Norfolk, recorrer el mundo visitando bosques, estaciones de policía, cementerios, zonas de conflicto, estadios de fútbol, bodegas, e incluso, ¡lavabos! No existen límites más allá de la imaginación del propietario.
El objeto asociado a la chapa acostumbra a estar relacionado con el objetivo del Travel Bug. Por ejemplo, un objeto en forma de pez podría tener como misión visitar lugares cercanos a ríos o mares.

## Comprar Travel Bugs
Solo se pueden comprar por Internet, o bien directamente al fabricante, Groundspeak, en la página web oficial de Geocaching o en otras tiendas en línea dedicadas específicamente a la venta de productos de Geocaching o relacionadas con el mundo del GPS.
Los precios de las chapas oscilan entre los 5 y los 6 dólares.